# Copa Santa Catarina de 2015
A Copa Santa Catarina de 2015 foi a 16ª edição do segundo principal torneio de futebol de Santa Catarina. O campeão, recebe o direito de participar da Copa do Brasil de 2016 e da Série D do Campeonato Brasileiro de 2016. Se este já estiver classificado às séries A, B ou C, o vice-campeão assumirá. Se este também estiver, a vaga será repassada para o 3º colocado (o que somou mais pontos na soma de todo o campeonato), além do campeão e vice e assim por diante.